# Wall of Voodoo
Wall of Voodoo — американская рок-группа, образованная в Лос-Анджелесe в 1977 году вокалистом и автором Стэном Риджуэем, первоначально — единственно с целью работы над саундтреками.
Wall of Voodoo, соединившие в своём творчестве нововолновое синтезаторное звучание с элементами спагетти-вестерна (в духе музыки Эннио Морриконе) выпустили 4 студийных альбомов, из которых наибольший успех имел Call of the West (1982, #45 US). Самый известный сингл группы, «Mexican Radio» (1983), в Британии стал инди-хитом.
В 1985 году Риджуэй вышел из состава Wall of Voodoo, добился определённого успеха с Camouflage и начал успешную сольную карьеру, в конечном итоге завоевав репутацию (согласно Allmusic) «одного из уникальных авторов американской инди-рок-сцены».

## Дискография

### Студийные альбомы
- 1981 Dark Continentt (#177 US)
- 1982 Call of the West (#45 US)
- 1985 Seven Days in Sammystown (#50 AU)
- 1987 Happy Planet (#83 AU)

### Концертные альбомы
- 1989 The Ugly Americans in Australia

### Компиляции
- 1984: Granma’s House
- 1991: The Index Masters

### Синглы и EP
- 1980: «Wall of Voodoo» (12" EP, переиздан как "The Index Masters" в 1991 с бонус-треками)
- 1982: «Ring of Fire»
- 1982: «On Interstate 15»
- 1983: «Mexican Radio» (#58 US) (#64 UK[6]) (#33 AU)
- 1983: «Call of the West» UK
- 1983: «There’s Nothing on This Side» UK
- 1984: «Big City»
- 1985: «Far Side of Crazy» (#23 AU)
- 1987: «Do It Again» (#40 AU)
- 1987: «Elvis Bought Dora a Cadillac»